# Leandro (football, 1993)
Pour les articles homonymes, voir Leandro et Moura (homonymie).

Weverson Leandro Oliveira Moura dit Leandro, né le 12 mai 1993 à Brasilia, est un footballeur international brésilien.

## Carrière
- 2011-fév. 2013 :  Grêmio Foot-Ball Porto Alegrense
- fév.2013-2015 :   Sociedade Esportiva Palmeiras[1]
- depuis 2015 :  Santos FC
  - jan. 2016-jan. 2017 :  Coritiba FC (prêt)
  - depuis fév. 2017 :  Kashima Antlers (prêt)